# Енсо Гонсалес
Е́нсо Даві́д Гонса́лес Меді́на (ісп. Enso David González Medina; нар. 20 січня 2005, Асунсьйон) — парагвайський футболіст, вінгер англійського клубу «Вулвергемптон Вондерерз».

## Клубна кар'єра
Почав свою спортивну кар'єру в дитинстві, граючи у футзал. Футбольну кар'єру розпочав у клубі «Лібертад», дебютувавши в його основному складі 4 вересня 2022 года в матчі парагвайської Прімери проти клубу «Серро Портеньйо».
17 квітня 2023 року в поєдинку Прімери проти «Ресістенсії» забив свій перший гол за клуб. 20 квітня дебютував у Кубку Лібертадорес, вийшовши на заміну в матчі групового етапу проти перуанського клубу «Альянса Ліма». В сезоні 2023 зіграв 23 матчі в Прімері, в яких забив 3 м'ячі і віддав 2 результативні передачі, допомігши «Лібертаду» виграти Апертуру.
31 серпня 2023 року перейшой в клуб англійської Прем'єр-ліги «Вулвергемптон Вондерерз», підписавши п'ятирічний контракт. Сума трансферу становила близько 6,5 млн євро. 11 травня 2024 року дебютував за «Вулвергемптон», вийшовши на заміну Тоті Гомішу в матчі Прем'єр-ліги проти клубу «Крістал Пелес».

## Кар'єра в збірній
Виступав за збірну Парагваю до 23 років. В січні 2024 року потрапив у заявку збірної на передолімпійський турнір КОНМЕБОЛ у Венесуелі. На турнірі провів 6 матчів і відзначився голом проти збірної Аргентини, допомігши своїй команді пройти кваліфікацію на Олімпійські ігри вперше з 2004 року.
3 липня 2024 року потрапив до заявки олімпійської збірної Парагваю для участі в матчах футбольного турніру на літніх Олімпійських іграх 2024 в Парижі. На олімпійському турнірі зіграв у матчах групового етапу проти збірних Японії та Ізраїлю. У поєдинку з ізраїльтянами зазнав серйозної травми коліна, залишивши поле на 13-й хвилині гри. Більше на турнірі не грав, а парагвайці дійшли до чвертьфіналу, де поступились єгиптянам у серії пенальті.

## Статистика виступів
Станом на 11 травня 2024
| Клуб                    | Сезон             | Чемпіонат         | Чемпіонат | Чемпіонат | Кубок | Кубок | Кубок ліги | Кубок ліги | Континентальні | Континентальні | Інші  | Інші | Всього | Всього |
| Клуб                    | Сезон             | Дивізіон          | Матчі     | Голи      | Матчі | Голи  | Матчі      | Голи       | Матчі          | Голи           | Матчі | Голи | Матчі  | Голи   |
| ----------------------- | ----------------- | ----------------- | --------- | --------- | ----- | ----- | ---------- | ---------- | -------------- | -------------- | ----- | ---- | ------ | ------ |
| Лібертад                | 2022              | Прімера Дивізіон  | 9         | 0         | 0     | 0     | –          | –          | 0              | 0              | 0     | 0    | 9      | 0      |
| Лібертад                | 2023              | Прімера Дивізіон  | 23        | 3         | 0     | 0     | –          | –          | 7              | 0              | 0     | 0    | 30     | 3      |
| Лібертад                | Всього            | Всього            | 32        | 3         | 0     | 0     | 0          | 0          | 7              | 0              | 0     | 0    | 39     | 3      |
| Вулвергемптон Вондерерз | 2023–24           | Прем'єр-ліга      | 1         | 0         | 0     | 0     | 0          | 0          | –              | –              | 0     | 0    | 0      | 0      |
| Всього за кар'єру       | Всього за кар'єру | Всього за кар'єру | 32        | 3         | 0     | 0     | 0          | 0          | 7              | 0              | 0     | 0    | 39     | 3      |

1. ↑  4 матчі в Кубку Лібертадорес, 3 матчі в Південноамериканському кубку